# José Virgolino Carneiro de Vasconcelos
José Virgolino Carneiro de Vasconcelos foi um Governador Civil de Faro entre 6 de Novembro de 1890 e 21 de Julho de 1891.